# 303省道 (黑龙江省)
303省道，即二龙山农场—讷河公路，是黑龙江省的一条省道，起点位于黑河市五大连池市二龙山农场，途经五大连池市、克山县，终于讷河市，全长约133公里。

## 历史
在2016年《黑龙江省省道网规划（2015-2030）》发布以前的省道网系统中，S303编号被分配给鹤岗——嫩江公路（现部分路段属于 332国道）。此路在当时不属于省道系统，二龙山农场至五大连池市的编号为X182，五大连池至讷河的编号为X021。
2016年，黑龙江省发展和改革委员会印发《黑龙江省省道网规划（2015-2030）》，此道路被正式编入新的黑龙江省道网系统，编号为 长水河农场——讷河公路，规划全长172公里。
2024年，黑龙江省交通运输厅印发《黑龙江省省道网规划（2023-2035）》，此道路的起点被调整为二龙山农场，规划全长缩减至133公里。